# DAVA Foods
DAVA Foods A/S er en dansk-registreret skandinavisk fremstillings- distributions- og pakkerivirksomhed. Selskabet fik sit nuværende navn efter en fusion mellem danske Hedegaard Foods det tidligere svenskejede Svenska Lantägg og det finske Munakunta i 2015, senere er koncernen vokset gennem opkøb og fusioner i Estland og Norge. Koncernen omsatte i 2022 for 1.7 mia. danske kroner, og har 300 medarbejdere, hvorfra 154 medarbejdere er tilknyttet hovedsædet i Hadsund.
Virksomheden pakker og distribuerer skalæg, desuden produceres pasteuriserede, kogte æggeprodukter, plantebaserede fødevarer samt krydderier . Virksomheden sælger sine produkter på det europæiske marked. I Danmark har virksomheden efter eget udsagn en markedsandel på 45-50% og er dermed markedsledende. På Færøerne har DAVA Foods en markedsandel på 75-80%. I Finland har DAVA Foods en markedsandel på 40%, mens man i Sverige har markedsandel på 25%.
Herudover eksporteres der til Grønland, Tyskland, Finland, Norge, Tjekkiet og Holland. DAVA Foods håndterer årligt mere end 2 milliard æg i Danmark, Sverige, Norge, Finland og Estland

## Historie
DAVA Foods var tidligere ejet af det dengang børsnoterede Hedegaard A/S, men ejes i dag af Dan Agro Holding A/S, der er en del af DLA Group
Hedegaard A/S købte i 1980 det konkursramte Hadsund virksomhed Farm Æg. Virksomhed der var beliggende på Glerupvej bestod af et hønnikeopdræt, ægproduktion og et lille ægpakkeri. Markedsandelen var på daværende tidspunkt på 2%.
I 2011 erhvervede Hedegaard Foods A/S 70% af aktierne i Sveriges største æggepakkeri Svenska Lantägg AB. Hedegaard Foods overtog den 2. december 2013, de sidste 30% Svenska Lantägg AB.
Den 7. april 2014 kom det frem at Hedegaard Foods udvider med hele 10.000 m2. Det sker på baggrund af at fabrikken er vokset ud af rammerne på Glerupvej i Hadsund. Hedegaard Foods har købt industribygninger på Fabriksvej i Hadsund. De nye bygninger, tilhørte indtil 2012 Uponor. Bygningerne skal i første omgang bruges til fjernlager, men inden for et år skal ægpakkeriet fra Glerupvej flytte ind.
Den 17. juni 2014 erhvervede Hedegaard Foods A/S 50% af aktierne i Finlands største æggepakkeri Muna Foods Oy. 
Den 1. november 2015 blev virksomheden sammen med dens datterselskaber samlet under navn. Samtidig med navneskiftet blev der indført nyt logo. De lokale brands bibeholdes, så æggene fra DAVA Foods kommer i Danmark fortsat til at hedde HEDEGAARD og i Sverige LANTÄGG.
Virksomheden skiftede navn fra Hedegaard Foods til DAVA Foods. Virksomhedens datterselskaber var Svenska Lantägg AB og Muna Foods Oy.

## Tidslinje
- 1980 Hedegaard A/S overtager Farm-æg i Hadsund.
- 1989 Køber Vallø Æg.
- 1991 Køber Starup Æg i samarbejde med Sanovo Foods.
- 1995 Pakkeriet Vallø Æg nedlægges og produktionen flyttes til pakkeriet i Hadsund.
- 1999 Skifter Farm-Æg navn til Hedegaard Foods.[16]
- 2000 Købte Hedegaard Foods Sanovo Foods i Odense.[17]
- 2002 blev Hedegaard Foods en levnedsmiddelvirksomhed i forbindelse med opkøbet af Danmarks 3. største ægpakkeri Brødrene Honum i Horsens.[18][19]
- 2003 Pakkeriet i Horsens nedlægges og flyttes til Hadsund.
- 2004 blev der etableret en ny produktfabrik i Hadsund.
- 2007 Produktfabrikken i Horsens nedlægges og flyttes til Hadsund.
- 2008 blev Hedegaard Foods overtaget af Dan Agro Holding.
- 2010 købte Hedegaard Foods Danmarks 4. største ægpakkeri Møllebjerggård Æg i Slagelse.[20]
- 2011 Køber 70 % af aktierne i Svenska Lantägg.
- 2013 Køber de sidste 30 % af aktierne i Svenska Lantägg.
- 2014 Etablerer selskabet Eggs Posure i samarbejde med den hollandske virksomhed Twinpack.
- 2014 Køber 50 % af aktierne i Munakunta og etablerer selskabet Muna Foods I Finland.
- 2014 Køber HKScans ægaktiviteter, OÜ Koks Munatootmine i Estland.
- 2015 HEDEGAARD Foods A/S ændrer navn til DAVA Foods A/S
- 2016 Opkøber 70,3 % af aktierne Eggprodukter AS i Norge.
- 2017 Etablerer nyt kontor på Fabriksvej 6 i Hadsund.
- 2019 Etablerer ny produktion på Fabriksvej 6.
- 2019 Får aktiemajoritet i Närpes Äggpackeri.
- 2019 Indgår samarbejde med AB Cedergren om at distribuere og markedsføre virksomhedens æg
- 2019 Skifter brandnavn HEDEGAARD ud med DAVA.[21]
- 2020 DAVA Foods får nyt identitet og produktbrand - DAVA.
- 2021 Danish Agro og DAVA Foods overtager 70% af Møllerup Brands i Rønde.
- 2022 Opkøb af Karlsens Krydderier i Hadsund.
- 2022 Karlsens Krydderier og Møllerup Brands fusioneres og bliver til Dava Foods Ingredients.
- 2023 Danish Agro bliver eneejer af DAVA Foods og overtager Vestjyllands Andels aktieandel på 22,3 %

## Produkter
- Eggyplay - æggebakke.[22][23]
- Gaardbo æg - Økologisk æg.[24][25]
- Livskraft æg - Et æg med højere indhold af næringsstofferne D-vitamin, E-vitamin og selen.[26]
- Shaker - pandekage- vaffel- og fuldkornspandekagedej.[27]

## Datterselskaber
- DAVA Foods Denmark - I Hadsund findes hovedkontoret, en produktfabrik og et ægpakkeri. I Grindsted findes der et ægpakkeri og et hønseri.
- Dava Foods Ingredients - Plantebaseret fødevare samt krydderier, frø, kerner, mel og olie,
- DAVA Foods Norway - En produktfabrik og et kogeri.
- DAVA Foods Sweden - I Skara findes en produktfabrik, et ægpakkeri og en pulverblandingsfabrik. Siden købet af den svenske afdeling er der lagt fokus på, at få selskabet fuldt ud implementeret i Hedegaard-koncernen. Der er blandt andet blevet investeret 45 millioner kroner i automatisering og sammenlægning af to anlæg i hvor de to fabrikken i henholdsvis Hässleholm og Skara blev samlet i Skara.[28] Årsagen til flytningen af fabrikken i Hässleholm var at den var beliggende midt i mellem to jernbaner, hvilket gjorde det svært at udbygge fabrikken. I mellemtiden blev fabrikken i Skara udbygget og de 30 arbejdspladser i Hässleholm blev flyttet til Skara.[29]
- DAVA Foods Finland - I Piispanrist findes en produktfabrik og et ægpakkeri. Afdelingen har to ægpakkerier i Finland, en produktfabrik til fremstilling af pasteuriserede. Derudover har afdelingen også en virksomhed i Estland, der producerer kogte pillede æg.[12]
- DAVA Foods Estonia - I Turku findes et hønseri, et ægpakkeri og ægproduktion.

## Salmonellasagen 2014
Fredag den 22. august 2014, tilbage kaldte Hedegaard Foods buræg i en 15 styks pakning samt pasteuriserede æggeblommer, - hvider, og scrambled eggs, der er pakket fra den 28. juli og til og med den 11. august. Æggene kom fra en større hønebesætning ved Grindsted. Efter en egenkontrol blev hønebesætning konstateret smittet med salmonella. Produkterne var blevet solgt i Netto, Føtex, Rema, Liva, Bilka, Lidl, Metro og Super Brugsen i Hadsund.

## Antal medarbejdere i de tidligere år
- 2009: 71
- 2010: 77
- 2011: 189
- 2012: 194
- 2013: 189
- 2014: 227
- 2018: 275[35]